# RL-Kennzahlensystem
Das RL-Kennzahlensystem wurde von Thomas Reichmann und Laurenz Lachnit im Jahr 1976 entwickelt und stellt ein Rentabilitäts-Liquiditäts-Kennzahlensystem dar. Im Gegensatz zu anderen Kennzahlensystemen enthält dieses Kennzahlensystem somit zwei Spitzenkennzahlen, welche eine gleichrangige Position einnehmen und damit dem Ziel-Pluralismus innerhalb eines Unternehmens Rechnung tragen.

## Aufbau
Beim RL-Kennzahlensystem handelt es sich um ein reines Ordnungssystem, welches – im Vergleich zum DuPont-Kennzahlensystem und ZVEI-Kennzahlensystem – relativ wenige Kennzahlen enthält. Ziel ist es, sachlogische Zusammenhänge abzubilden.

RL-Kennzahlensystem

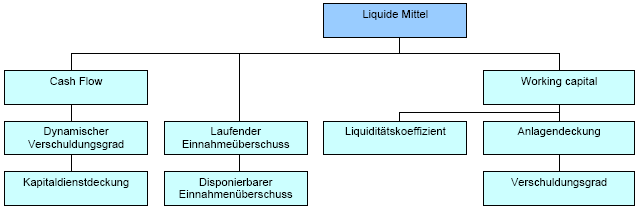
Liquiditätsteil

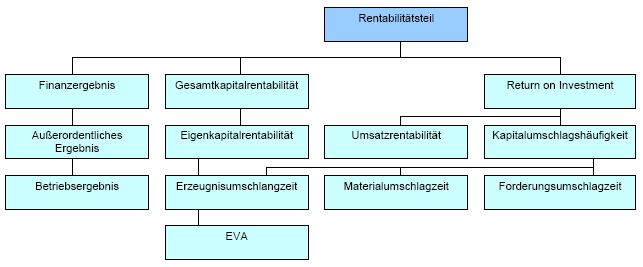
Rentabilitätsteil

An der Spitze des Kennzahlensystems befinden sich die Kennzahlen Liquidität und Rentabilität. Es wird hierbei auf eine mathematische Aufgliederung dieser beiden Größen verzichtet.
Das Kennzahlensystem wird in zwei Bereiche aufgeteilt:
- der allgemeine Bereich
- der Sonderbereich

### Allgemeiner Bereich
Dieser Bereich enthält die auf das Gesamtunternehmen bezogenen Kennzahlen zu Erfolg und Liquidität:
- Das „Ordentliche Ergebnis“ wird mittels der Rentabilität als Spitzenkennzahl dargestellt. Weitere – im logischen Zusammenhang stehende – Kennzahlen sind
  - Eigenkapitalrentabilität
  - Umsatzrentabilität
  - ROI
- Die „Liquiden Mittel“ werden mit der Spitzenkennzahl Liquidität dargestellt. Unterkennzahlen sind u. a.
  - Cash-Flow
  - Working Capital

### Sonderbereich
Dieser Bereich wird ebenfalls in Liquidität und Rentabilität aufgeteilt, es werden jedoch unternehmensspezifische Kennzahlen berücksichtigt, wie z. B.
- Deckungsbeiträge
- Fix-Kosten

## Zweck
Das RL-Kennzahlensystem dient vorwiegend als Planungs- und Kontrollinstrument. Dabei dient der allgemeine Bereich durch seine Spitzenkennzahlen der laufenden Kontrolle, Steuerung und Planung. Der Sonderbereich gibt Auskunft über wesentliche Einflussgrößen auf Rentabilität und Liquidität.